# ريو كيشيدا
ريو كيشيدا (باليابانية: 岸田理生) (3 يناير 1946، أوكايا في اليابان - 28 يونيو 2003)؛ كاتِبة، كاتبة مسرحية، مترجمة وروائية يابانية.

## روابط خارجية
- ريو كيشيدا على موقع IMDb (الإنجليزية)
- ريو كيشيدا على موقع قاعدة بيانات الفيلم (الإنجليزية)